# Anna Mombelli
Anna (también Marianna o Annetta)  Mombelli (1795, Nápoles - después de 1817) fue una cantante de ópera italiana que cantó tanto papeles de mezzosoprano como de contralto. Se la conoce principalmente por haber desempeñado el papel de Siveno en la primera ópera Demetrio y Polibio de Gioachino Rossini en 1812.

## Biografía
Marianna Mombelli nació en Nápoles en 1795 y fue la segunda de los doce hijos de Domenico Mombelli y Vincenza Viganò-Mombelli. Su padre, quien había sido un tenor prominente en las décadas de 1780 y 1790, la entrenó en el canto. Apareció a menudo en la compañía de ópera de la familia Mombelli junto con su hermana mayor Ester en otras producciones de Demetrio y Polibio, así como en el estreno de Evellina de Carlo Coccia. También apareció con su hermana en el estreno mundial de la cantata Paolo e Virginia de Vincenzo Migliorucci.
Según Fétis, cantó con éxito en Milán durante las temporadas de 1814, 1815 y 1816 y también apareció como Tisbe en La Cenicienta, junto a su hermana Ester que representó el papel protagonista de Angelina, en el Teatro Carignano en 1817. Se retiró de los escenarios poco después de su matrimonio en 1817 con el periodista Angelo Lambertini a quien Henry Prunières describió como «un sabio y un tonto, un excelente violinista y un íntimo amigo de Rossini».

## Papeles desempeñados
- Siveno en Demetrio y Polibio, Teatro Valle, Roma, 18 de mayo de 1812[1]
- Paolo en Paolo e Virginia, Teatro Valle, Roma, 4 de julio de 1812[5]
- Edregardo, Conte di Douglas en Evellina, Teatro del Re, Milán, 26 de diciembre de 1814[6]